# Les Mills International
Les Mills International ist ein neuseeländisches Unternehmen, das im Mai 1997 von Phillip Mills gegründet wurde. Durch die Entwicklung und Vermarktung von Gruppenfitnessprogrammen erlangte das Unternehmen internationalen Erfolg. Weltweit nutzen über 20.000 Fitness-Studios die Fitnessprogramme von Les Mills.

## Geschichte
Der Diskuswerfer und Kugelstoßer Les Mills gründete 1968, zusammen mit seiner Frau Colleen Mills, in Auckland das erste Les-Mills-Fitnessstudio. Mit seinem Sohn Phillip Mills entwickelte er in den 1980er Jahren die ersten Gruppenfitnessprogramme, die zunächst nur in den eigenen Fitness-Studios Anwendung fanden.
Im Jahr 1990 wurde Les Mills der 36. Bürgermeister der Stadt Auckland und Phillip Mills übernahm die Leitung des Familienunternehmens. Fünf Jahre später schaffte das Programm Bodypump den internationalen Durchbruch. Auch die folgenden erlangten internationalen Erfolg. Bereits 2001 nutzten über 8.000 Fitness-Studios die Les-Mills-Gruppenfitnessprogramme. Es gibt 21 Fitnessprogramme, die jeweils unterschiedliche Bereiche des Trainings abdecken.

## Programme
Die Les Mills Gruppenfitnessprogramme basieren alle auf einem vorchoreographierten Übungsprogramm, das durch speziell ausgebildete Trainer und aktuelle Musik begleitet wird. In jedem werden andere Schwerpunkte gesetzt, um die Fitness der Teilnehmer zu verbessern. Alle drei Monate erscheint das jeweilige Programm mit neuer Choreographie und neuester Musik. Diese Weiterentwicklung und Prüfung zugleich erfolgt durch Sportmediziner, Ärzte und Physiotherapeuten.
Alle Programme beginnen mit einer Aufwärmphase, die auf das anstehende Workout individuell vorbereitet und enden mit einer Erholungsphase, die mit Dehnungsübungen abschließt. Für die Programme gibt es verschiedene zeitliche Formate, die von den Studios individuell in den Kursplan übernommen werden können.
- Beim Bodypump ist die Langhantel ein zentraler Gegenstand. Zusätzlich kommen Gewichtsscheiben und Kurzhanteln zum Einsatz. Der Schwerpunkt liegt auf einer hohen Anzahl an Wiederholungen mit relativ niedrigem Gewicht. Dadurch wird insbesondere die Kraftausdauer trainiert.[6]
- Bodyattack ist ein Ganzkörper-Cardio-Workout, das aus Aerobic-, Kraft- und Stabilisationsübungen besteht. Insbesondere Ausdauer und Kraft werden durch dieses Intervalltraining trainiert.[7][8]
- Bodybalance ist ein weniger intensives Programm, das aus Elementen der Sportarten Yoga, Tai Chi und Pilates besteht. Die Verbesserung der Beweglichkeit sowie die Kräftigung der Muskulatur, insbesondere der Rumpfmuskulatur, stehen im Fokus.[9]
- Bei Bodycombat werden durch den Mix aus Kampfsportarten wie Karate, Kickboxen, Boxen, Taekwondo und Muay Thai alle Muskelgruppen durch verschiedene Schlagkombinationen und Kicks angesprochen. Dieses intensive Cardio-Programm steigert Ausdauer und Kraft. Der komplette Kurs findet ohne Körperkontakt statt.[10]
- Bodyjam ist ein durch verschiedene Tanzstile geprägtes Workout, das bei mittlerer Intensität ausgeführt wird. Durch Tanzstile wie Hip-Hop und Jazz werden insbesondere Ausdauer und Koordination trainiert. Die Choreographie des Workouts ist hierbei aufwendiger gestaltet.[11]
- LMI Step ist ein Step-Aerobic-Workout, bei dem mit einem höhenverstellbaren Step trainiert wird. Ergänzt wird der Kurs um Übungen mit Gewichtsscheiben und weiteren Eigengewichtsübungen (z. B. Liegestütz, Burpees etc.) Dadurch wird insbesondere die Unterkörpermuskulatur (Beine, Po) beansprucht.[12]
- RPM ist ein Indoor-Cycling-Workout, ein Intervalltraining, welches bei mittlerer bis hoher Intensität stattfindet. Speziell die Verbesserung von Ausdauer und Beinkraft wird in diesem Programm trainiert. Simuliert werden hierbei Berge und Sprints.[13]
- Cxworx ist ein Training zur Stärkung der Rücken- und Rumpfmuskulatur. Durch Übungen wie Bauchpressen, Beinstrecken und Ganzkörperübungen trainiert das Programm die funktionelle Kraft und dient der Verletzungsprävention.[14]
- Sh'Bam ist ein Tanz-Workout mit dem Hauptfokus auf Spaß der Teilnehmer. Die Tanzbewegungen werden in Intervallform bei mittlerer Intensität ausgeführt. Mit Hilfe von einfachen Schrittkombinationen werden Ausdauer und Koordination entwickelt.[15]
- The Trip ist ähnlich wie RPM ein Indoor-Cycling-Workout. Zusätzlich benötigt dieses Format eine Leinwand und Soundsystem. Es finden diverse Touren durch virtuelle Welten statt.[16]
- Les Mills Tone löst das alte Program Bodyfive ab. Hierbei wurde das Konzept neu überarbeitet. Der Kurs besteht aus einem Mix aus Kraft-, Cardio- und Core-Übungen. Die Teilnehmer können dabei den eigenen Intensitätslevel wählen.[17]
- Les Mills Barre ist das jüngste Kind in den Formaten. Es handelt sich dabei um ein Ballett inspiriertes Workout. Hauptfokus liegt hierbei ebenfalls auf der Rumpfstabilität.[18]

### Hochintensive Intervalltrainings (HIIT)
- Les Mills Sprint ist ein Indoor-Bike-Training mit extrem schnellen Sprints bei relativ hohem Widerstand. Der Körper soll hierbei bewusst an seine Grenzen geführt werden.[19]
- Les Mills Grit zählt ebenfalls als hochintensives Intervalltraining. Im Gegensatz zu den anderen Programmen kann hier im eigenen Tempo trainiert werden. Ziel ist es, dass jeder Teilnehmer an die eigenen Grenzen kommt und sich mit der Zeit steigern kann. Von GRIT gibt es drei Ausprägungen:
  - Strength – Ein Training mit Langhanteln, Gewichtsscheiben und Körpergewicht für alle großen Muskelgruppen.[20]
  - Athletic – In diesem Format steht plyometrisches Training im Vordergrund. Es finden Hauptsächlich Sprungübungen und Beweglichkeitsübungen mit dem Step statt.[21]
  - Cardio – Ein reines cardiovaskuläres Training ohne Hilfsmittel. Es werden nur Übungen mit dem eigenen Körpergewicht durchgeführt.[22]

### Programme für Kinder und Jugendliche
Es wurden Programme für Kinder und Jugendliche entwickelt. Dabei sollen diese spielerisch an Trainings herangeführt werden. Ziel ist es, diese für sportliche Betätigungen zu begeistern. Die Born to Move Programme wurden für verschiedene Altersgruppen von 2 bis 16 Jahren konzipiert.